# 阿鲁沙

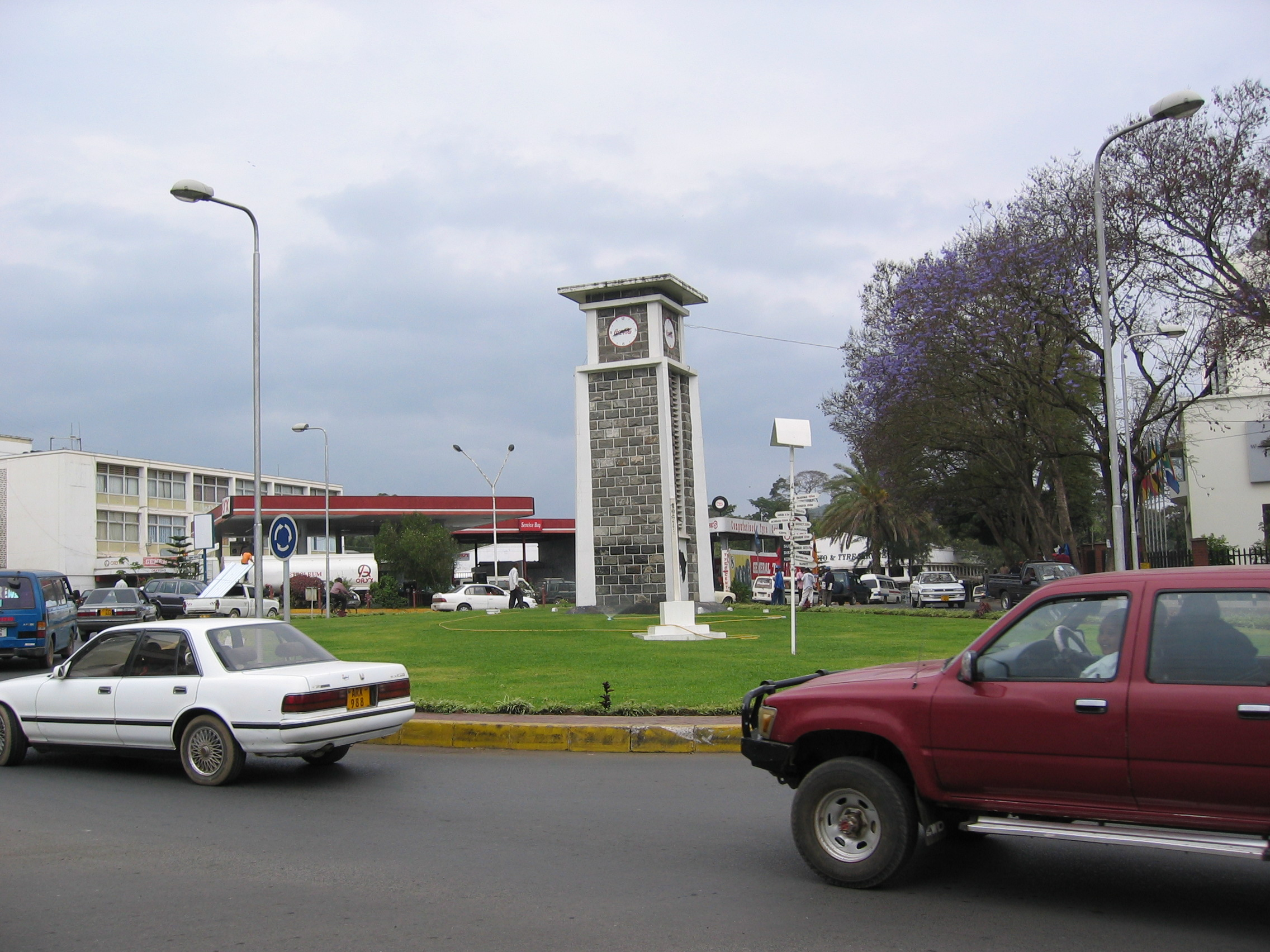
阿鲁沙时钟塔

阿鲁沙（英語：Arusha）是一座位于坦桑尼亚东北部的城市，在乞力马扎罗山西南约90公里。它是坦桑尼亚阿魯沙區的首府，有人口约34万（2005年1月）也是東非共同體總部所在地。阿鲁沙的北部紧邻阿鲁沙国家公园，其中有梅鲁火山，及位于其山脚著名的恩戈罗戈罗火山口。这座城市也因东非著名的游牧民族马赛人而著名。
未來預計在東非聯邦成立後，成為聯邦國首都所在地。